# Мальцагов, Докку Ахмедович
До́кку (До́кка) Ахме́дович Мальца́гов (род. 8 декабря 1950, Ленгер, Южно-Казахстанская область) — солист ансамбля «Вайнах», педагог, балетмейстер, руководитель школы искусств имени Махмуда Эсамбаева, член жюри Международного фестиваля-конкурса сольного танца имени Эсамбаева, Народный артист Российской Федерации (2010).

## Биография
Родился в депортации в городе Ленгер Южно-Казахстанской области 8 декабря 1950 года.
В 1969 году начал работать в ансамбле «Вайнах», а в 1971 году стал его солистом. С сольными концертами был на гастролях в Монголии, Сенегале, Гвинее, Гвинее-Бисау, ЮАР, Намибии, Замбии, Зимбабве, Сирии, Турции, Иордании, Чехословакии, Германии, Португалии и других странах.
В 1984 году окончил Чечено-Ингушское республиканское культпросветучилище, а затем Горский сельскохозяйственный институт в Орджоникидзе. В 1998—2001 годах был директором ансамбля «Вайнах».
В 2001 году в Москве создал и возглавил школу искусств имени Махмуда Эсамбаева. Поначалу Мальцагов ставил цель приобщить детей, оторванных от родины, к национальной культуре. Поэтому, кроме национальной хореографии, были введены уроки чеченского языка и этики. Для занятий был арендован зал во дворце культуры «Чайка». Менее чем через два года воспитанники школы стали побеждать на российских, а потом и международных конкурсах.
Самым большим успехом ансамбля было выступление на фестивале «Русская зима» в 2005 году в Лондоне на Трафальгарской площади перед 95-тысячной аудиторией. После этого представления юных артистов принимали в Палате лордов.
Воспитанники ансамбля получили кубок «Лучшие из лучших в 2003 году». Сам Мальцагов был награждён Национальным артийским комитетом России дипломом с присуждением звания «Лауреат седьмой артиады России».
В настоящее время в школе занимаются представители 14 национальностей, среди которых евреи, русские, украинцы, азербайджанцы, дагестанцы.
В декабре 2020 года президент Южной Осетии Анатолий Бибилов наградил Мальсагова орденом Дружбы.

## Награды и звания
- 1982 — Заслуженный артист Чечено-Ингушской АССР;
- 1990 — Заслуженный артист РСФСР;
- 1999 — обладатель Гран-при международного конкурса в Италии;
- 2003 — лауреат седьмой Артиады России;
- 2004 — медаль «Профессионал России»;
- 2005 — Народный артист Республики Ингушетия;
- 2008 — общественная награда «Золотой пегас»;
- 2010 — Народный артист Российской Федерации;
- 2016 — Премия Правительства Российской Федерации «Душа России» за вклад в развитие народного творчества в номинации «Народный танец»[2];
- 2020 — Орден Дружбы (Южная Осетия)[1].